# Karhunpesäkivi
Karhunpesäkivi (finska: "björnbostenen") är en klippa i Finland.   Den ligger i den ekonomiska regionen Norra Lappland och landskapet Lappland, i den norra delen av landet, 1 000 km norr om huvudstaden Helsingfors. Karhunpesäkivi ligger 187 meter över havet.
Stenen är ett naturligt urgröpt flyttblock vid Myössäjärvi, cirka 25 kilometer norr om Ivalo. En trappförsedd stig leder upp till stenen från ett sommarcafé vid vägen.
Terrängen runt Karhunpesäkivi är platt åt sydost, men åt nordväst är den kuperad.  Trakten runt Karhunpesäkivi är nära nog obefolkad, med mindre än två invånare per kvadratkilometer. Närmaste större samhälle är Enare kyrkby, 14,9 km nordväst om Karhunpesäkivi. 